# Хав'єр Сотомайор
Хав'єр Сотомайор  (ісп. Javier Sotomayor Sanabria, 13 жовтня 1967) — кубинський легкоатлет, стрибун у висоту, олімпійський чемпіон, рекордсмен світу, багаторазовий чемпіон світу.
Особистий рекорд, що є водночас рекордом світу: 2 м 45 см,

## Виступи на Олімпіадах
| Олімпіада      | Дисципліна       | Місце |
| -------------- | ---------------- | ----- |
| Барселона 1992 | стрибки у висоту | 1     |
| Атланта 1996   | стрибки у висоту | =11   |
| Сідней 2000    | стрибки у висоту | 2     |